# Eugeniusz Wieczorek
Eugeniusz Wieczorek (ur. 16 października 1927 w Radomsku, zm. 18 października 2021) – polski działacz partyjny i państwowy, w latach 1973–1975 naczelnik powiatu sieradzkiego, w latach 1975–1990 wicewojewoda sieradzki.

## Życiorys
Syn Jana i Marcjanny. Podczas II wojny światowej żołnierz Batalionów Chłopskich. Uczył się w Wieczorowym Uniwersytecie Marksizmu-Leninizmu. W 1948 wstąpił do Polskiej Zjednoczonej Partii Robotniczej. Od 1973 do 1975 był ostatnim naczelnikiem powiatu sieradzkiego. W latach 1975–1981 był członkiem Komitetu Wojewódzkiego PZPR w Sieradzu i zasiadał w jego egzekutywie. Od września 1975 do 1990 pełnił funkcję wicewojewody sieradzkiego. Od 1976 kierował wojewódzkim oddziałem Związku Bojowników o Wolność i Demokrację. Od 1984 ponownie zasiadał w KW PZPR, od 1984 do 1986 należał też do jego egzekutywy. W III RP został prezesem zarządu okręgowego Związku Kombatantów RP i Byłych Więźniów Politycznych.